# Borics Pál
Borics Pál (Sirok, 1908. július 19. – Budapest, 1969. november 4.) magyar szobrász.

## Pályafutása
Szülőhelyén tanulta a kőfaragás alapjait, ifjúkorában sírkőfaragással foglalkozott. 1931-től 1938-ig a budapesti Iparrajziskolában tanult, mesterei Vesztróczy Manó, Fülöp Elemér voltak. 1938-tól Pestszentlőrincen élt. Csoportos kiállításon 1941-ben szerepelt először. Népi gyökerei vannak művészi kifejezőerejének. Főként kővel dolgozott. Szobrait általában közvetlenül kőbe faragta, az előkészítő agyagmintákat elhagyva. Számos karakteres paraszt- és munkásszobrot, portrékat, állatfigurákat faragott. Készített köztéri plasztikákat is. Az erőteljes, zárt, tömbszerű formák jellemzik kisméretű szobrait. Alakjai tele vannak belső dinamizmussal. A kövek polikrómiája fontos volt számára, a kőanyag színét állandóan a kifejezés szándékának megfelelően választotta meg. Tanulmány jellegű karakterfejei is jelentősek. Faragott fémplasztikákat ólomból, rézből és bronzból. Mintázott bronzérmeket is művészbarátjairól.

## Egyéni kiállítások
- 1949 • Nemzeti Szalon, Budapest
- 1962 • Művelődési Ház, Sirok
- 1966 • Gárdonyi Géza Színház, Eger
- 1969 • Műcsarnok, Budapest
- 1970 • Művelődési Ház, Szeged
- 1986 • Művészeti Galéria, Sirok

## Köztéri művei
- Komját Aladár (kő, 1961, Budapest, IV. ker., Komját A. u. 81., később lebontva)
- Bika (kő, 1966, Gödöllő, Agrártudományi Egyetem)
- Clark Ádám (kő, 1966, Budapest, Közlekedési Múzeum szoborparkja)
- Pingvin család (kő, 1967, Pestlőrinc, Lakatos úti lakótelep)
- Eötvös Loránd báró (kő, 1970, Budapest, XVIII. ker., Eötvös Loránd park)

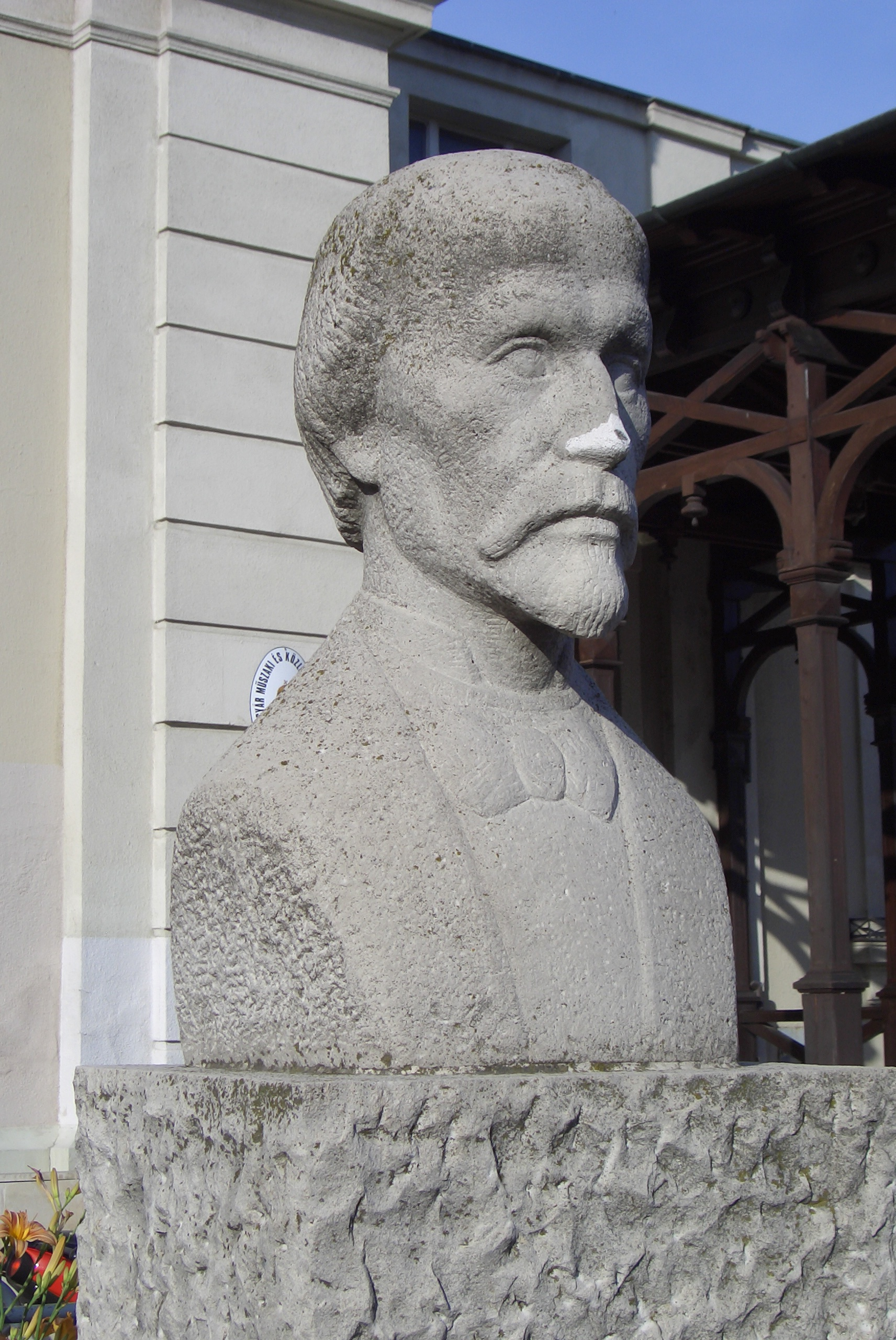
Clark Ádám szora a Közlekedési Múzeum mellett

## Művek közgyűjteményekben
- Magyar Nemzeti Galéria, Budapest